# 篭ノ登山
篭ノ登山（かごのとやま、印刷標準字体：籠ノ登山）は、群馬県吾妻郡嬬恋村と長野県東御市との境に位置する山。ぐんま百名山、信州百名山。

## 地理
2峰あり、東の東篭ノ登山の山頂に三角点（基準点名は「篭塔山」、等級は一等三角点）が設置されている。標高は2,227.91メートル、地理院地図上では2,227.9メートルと記載されている。眺望が良く、登山客が多く訪れる。西にそびえるもう一つの峰は西篭ノ登山（2,212メートル）という。

## 地質・成因
地質は複輝石安山岩で、約8万年前、近隣にそびえる成層火山・三方ヶ峰や水ノ塔山といった山々の間に溶岩円頂丘（溶岩ドーム）として形成されたものである。

## 周辺
上信越高原国立公園内に位置する。東麓は車坂峠、高峰高原で、さらに東には浅間山がそびえる。南麓の池ノ平湿原はアヤメの群生地として知られ、隣接する兎平登山口から東篭ノ登山山頂まで50分、そこから東の水ノ塔山・西の西篭ノ登山までそれぞれ30 - 40分である。南には高峯山や三方ヶ峰がそびえる。西麓は湯の丸高原で、地蔵峠までなだらかな裾野が広がる。
周辺を湯の丸高峰林道が通じ、観光地として開発が行われている。

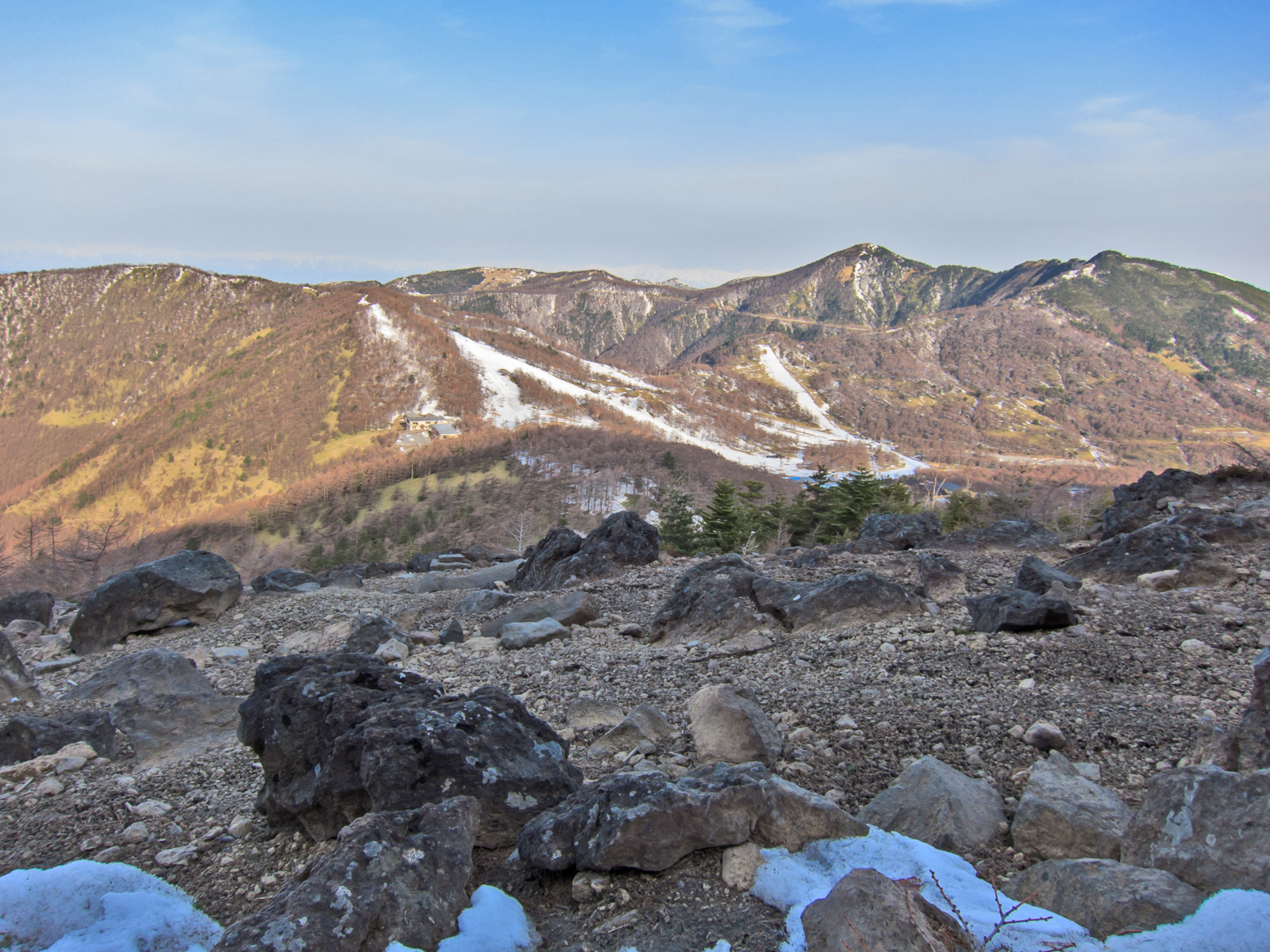
車坂峠を挟んで西から望む東篭ノ登山（中央右）。左は高峯山。
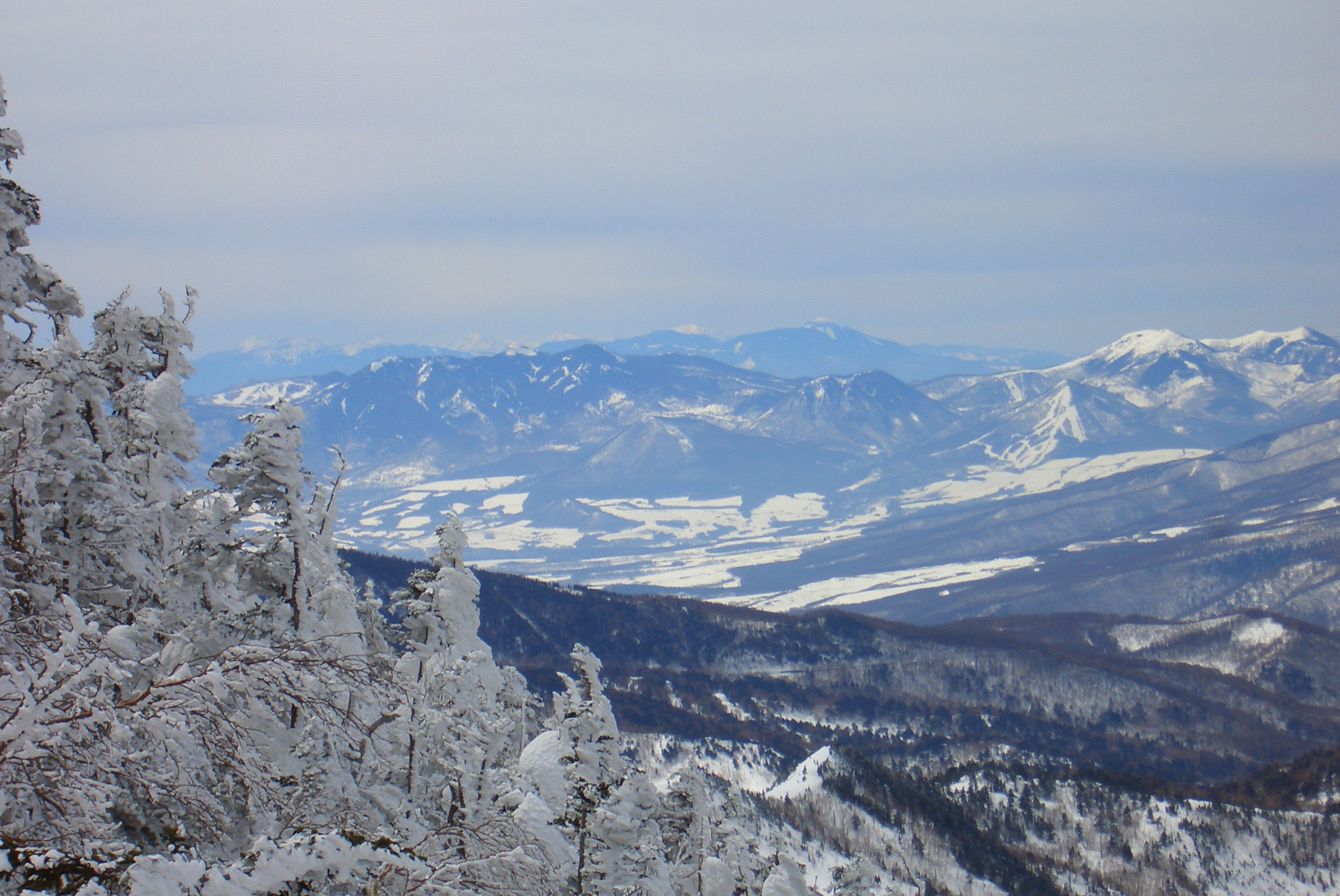
群馬県側より望む篭ノ登山・水ノ塔山（中央左）
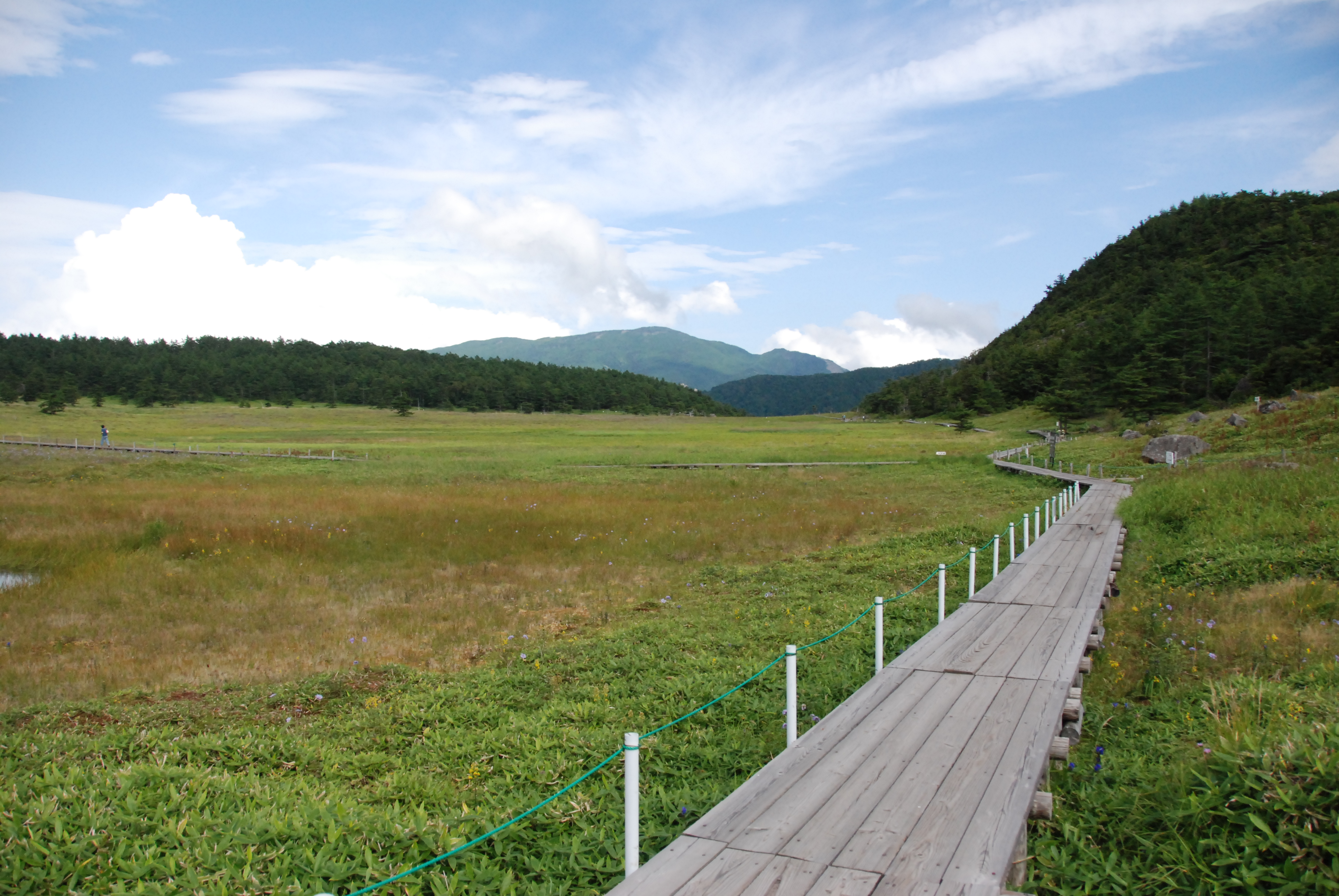
池ノ平湿原
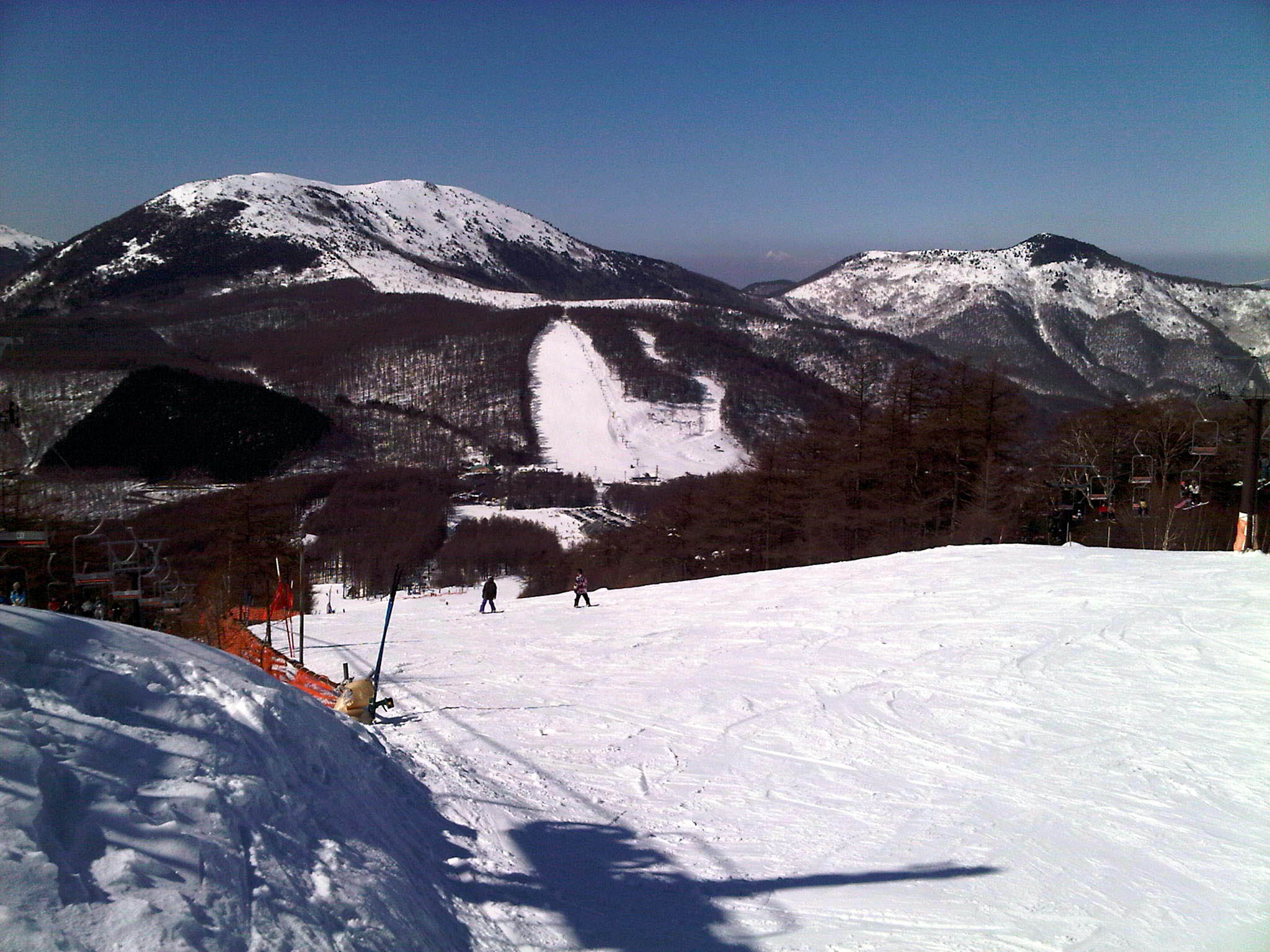
湯の丸スキー場